# Grigori Semenov
 (août 2016).
Si vous disposez d'ouvrages ou d'articles de référence ou si vous connaissez des sites web de qualité traitant du thème abordé ici, merci de compléter l'article en donnant les références utiles à sa vérifiabilité et en les liant à la section « Notes et références ».
Pour les articles homonymes, voir Semionov.
Grigori Mikhaïlovitch Semenov ou Semionov (en russe : Григорий Михайлович Семёнов) est un militaire et aventurier russe, né le 13 septembre 1890 à Kouranja (ru) (Russie), dans l'oblast de Transbaïkalie, d'un père russe cosaque de Transbaïkalie et d'une mère bouriate. Il combat dans la Première Guerre mondiale et la guerre civile russe et devient un agent de l'Empire japonais. Capturé par les Soviétiques, il meurt exécuté par pendaison le 30 août 1946 à Khabarovsk.

## Biographie

### Carrière dans l'armée impériale russe
Le 20 décembre 1913, Semenov est affecté au 1er régiment de Nertchinsk et y sert en même temps que son alter ego le général baron Roman von Ungern-Sternberg.
Le baron Wrangel, sous les ordres duquel Semenov sert d'abord, le décrira comme « le prototype de militaire d'une valeur inestimable en temps de guerre et impossible en temps de paix ».
Courageux au combat, il parvient à reprendre à l'ennemi, lors de la Première Guerre mondiale  le drapeau de son régiment et reçoit en récompense l'ordre de Saint-Georges de 4e classe. Fin 1916, Semenov est transféré sur sa demande du front occidental au front du Caucase.

### Révolution et guerre civile russe
Il retourne dans son régiment de Nertchinsk en mai 1917, sur le front roumain. En juin 1917, il est chargé par le gouvernement provisoire de Kerensky de former un régiment de Mongols et de Bouriates en Transbaïkalie (voir mouvement blanc en Transbaïkalie).
Ramassis de soldats de fortune, son « Détachement spécial mandchou » (Omo Osobii Manchzhurskii otryad) se fait surtout connaître par les atrocités commises le long du Transsibérien oriental et de la ligne des Chemins de fer de Chine orientale, entre son fief de Tchita et la ville mandchoue de Harbin.
En théorie au service des Armées blanches durant la guerre civile russe, Semenov sert surtout ses intérêts personnels et ceux de l'expansionnisme japonais en Asie du nord, sans le patronage duquel il n'aurait ni duré si longtemps ni laissé une empreinte si significative dans l'histoire de la guerre civile russe.
Il ne reconnaît jamais vraiment l'autorité du commandant suprême des blancs, l’amiral Koltchak, et contribue à leur défaite face aux rouges en interférant en permanence sur la continuité et la sécurité du Transsibérien, privant le front blanc de Sibérie de l'approvisionnement militaire que lui envoient les Alliés depuis le port de Vladivostok.
Semenov devient alors un seigneur de la guerre cosaque à la tête d'un système de crime organisé aux positions politiques opportunistes. Il fait de Harbin, sorte d'enclave russe en Chine du nord et quartier général du Chemin de fer de l’Est chinois et il y proclame le 4 mai 1918 le gouvernement autonome de Transbaïkalie, qui ne répond qu'à lui-même. Les punitions corporelles sont fréquentes, le coupable d'un acte d’indiscipline peut être fouetté à mort jusqu'à laisser des lambeaux de chair sur le sol.
Partageant avec Ungern-Sternberg un goût du lamaïsme et de la Mongolie, il tente en vain avec ce dernier, en août 1919, une expédition en vue de la création d'un empire pan-mongol contre les Chinois. Grand buveur, il prétend descendre en ligne directe de Gengis Khan.
La débandade des armées blanches et l'arrestation, en janvier 1920, du leader des blancs, l'amiral Koltchak, font de facto de Semenov le dernier espoir des Blancs, au grand dam des Alliés. En novembre 1920, les unités de l'Armée rouge expulsent l'armée de Semenov de la région du lac Baïkal. Retiré dans la région du Primorié il tente de continuer la lutte, mais est finalement contraint de s'exiler en septembre 1921.
Semenov vit alors en Corée, au Japon et dans le Nord de la Chine. En février 1922, il quitte l'Asie en espérant gagner la France via l’Amérique du Nord. Le 6 avril 1922, au terme d'une traversée déshonorante du continent, où sa réputation de criminel l'a précédé, il parvient à New York, d'où il doit repartir vers l'ouest. Dès lors, une escouade d'assassins communistes ne le lâchera plus. Paradoxalement toutefois, Semenov sera l'un des leaders blancs à échapper le plus longtemps à la vengeance des communistes. Le 18 juin 1922, il s'embarque à Vancouver pour Yokohama puis s'établit à Dairen, enclave japonaise dans le nord de la Chine. De là, il assure le service de renseignement pour ses patrons japonais dans le cadre de la mise en place par ces derniers de l’État fantoche du Mandchoukouo.

### Capture et exécution

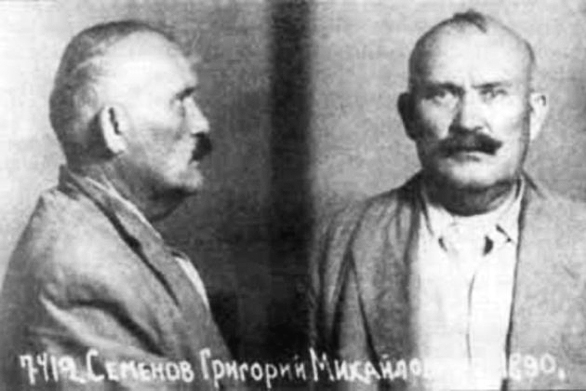
Photographie d'identité judiciaire du NKVD de Semenov en 1945.

Semenov est capturé à Dalian par des parachutistes soviétiques en août 1945 lors de l'invasion du Mandchoukouo par l'armée rouge. Accusé d’activités contre-révolutionnaires, il est condamné à mort par le Collège militaire de la Cour suprême de l’URSS et exécuté par pendaison le 30 août 1946 à 23 heures.